# Луї де Сасі
Луї де Сасі́ (фр. Louis de Sacy; 1654, Париж — 26 жовтня 1727, там само) — французький правник і письменник. Член Французької академії.

## З біографії
Де Сасі був відомим літератором та постійним гостем у різних літературних салонах, насамперед у салоні Анни-Терези де Марґена де Курсель.
1701 року він був обраний до Французької академії, заступивши місце померлого Туссена Роза (крісло 2). Після його смерті в 1727 році його змінив письменник Шарль Луї де Монтеск'є.

## Вибрані твори
як автор
- Трактат про дружбу / Traité de l'amitié. 1703.
- Трактат про славу / Traité de la gloire. 1715.
- Recueil de mémoires et factums et harangues de M. de Sacy (2 томи, 1724)

як перекладач
- Пліній Молодший : Lettres de Pline, le Jeune. 1699/1701.
- Траян : Panegyrique. 1709 рік.